# Hochstaufen
Der Hochstaufen ist ein 1771 m ü. NHN hoher markanter Felsberg und bekannter Blickfang, der sich zwischen Bad Reichenhall, Piding und Anger (Berchtesgadener Land) erhebt. Er gehört zum Gebirgsstock des Staufens und ist der östlichste Berg in den Chiemgauer Alpen. Vom Gipfel hat man einen guten Rundblick, vor allem zu den Berchtesgadener Alpen.
Knapp unter dem höchsten Punkt steht auf der Südseite in exponierter Lage das Reichenhaller Haus, eine im Sommer bewirtschaftete Unterkunftshütte des Deutschen Alpenvereins. Sie ist die höchstgelegene Hütte der Chiemgauer Alpen. Von dort aus kann man den Sonnenuntergang über dem Chiemsee beobachten, Richtung Osten sieht man auf Salzburg mit seinem Flughafen, das auch nachts durch die Beleuchtung gut zu erkennen ist.

## Etymologie
Der Name Staufen kommt aus dem Mittelhochdeutschen („stouf“) und bedeutet „steil aufragender Fels“ (siehe auch Hohenstaufen).

## Geographie

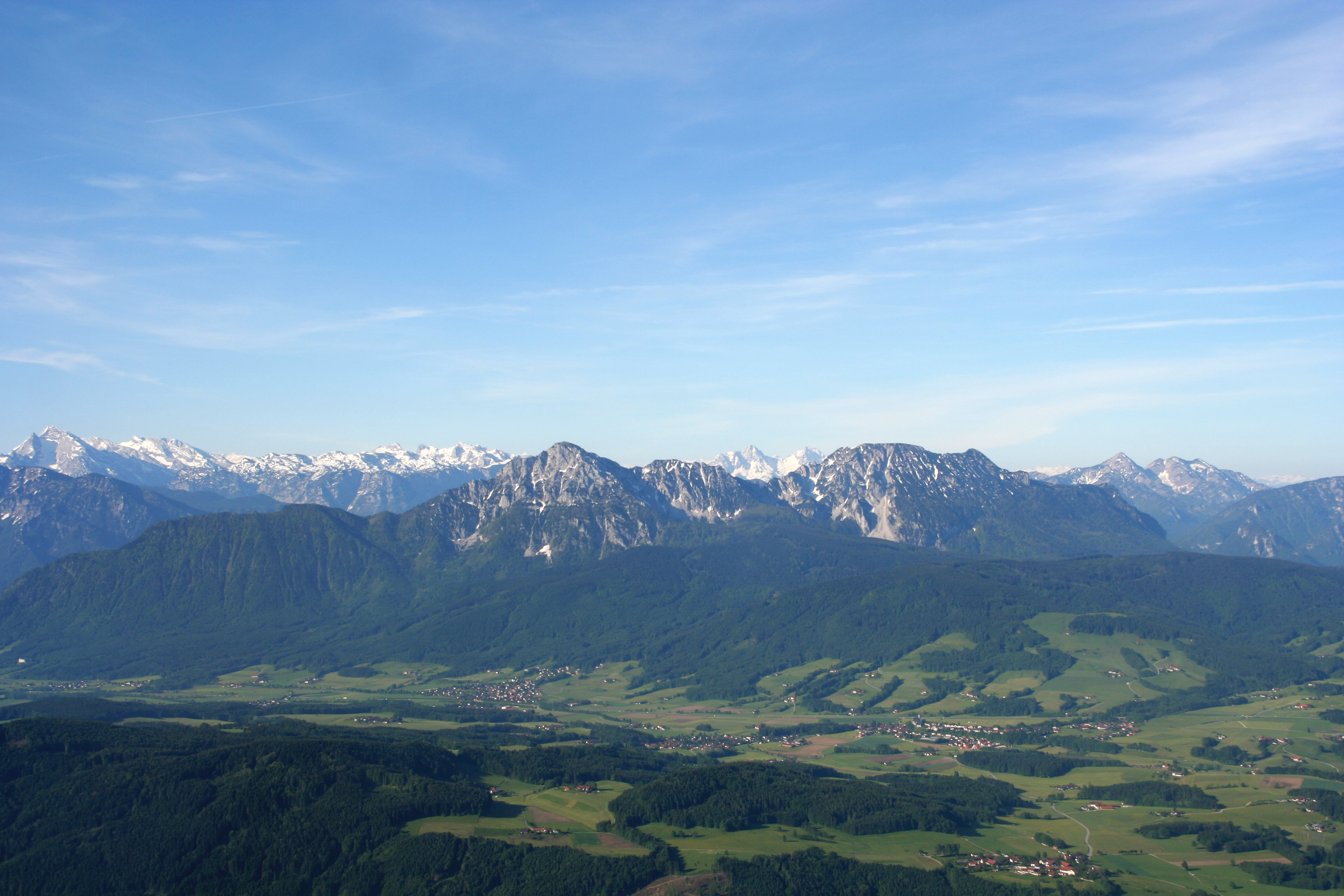
Luftbild des Staufenmassivs, aufgenommen aus nordöstlicher Richtung. Im Vordergrund die Salzachniederung, dahinter die Flyschberge um Piding. Im Hintergrund sind von links nach rechts der Hochkalter, die Reiter Alpe, die Loferer Steinberge und das Sonntagshorn zu erkennen.

Der 1771 Meter hohe Hochstaufen ist zwar nicht der höchste Gipfel des Staufen-Massivs, dafür aber wohl der markanteste (der Zwiesel ist mit 1782 Meter geringfügig höher). Auf dem Hauptkamm des Staufens nimmt er eine zentrale Mittelposition ein. Mit knapp 1300 Meter überragt er die im Südosten gelegene Saalachniederung des Beckens von Bad Reichenhall. Der Ostgrat des Hochstaufens beginnt unmittelbar an der Staufenbrücke über die Saalach bei 480 Meter und zieht dann stetig in WNW-Richtung über den Mauthausener Berg hoch zum Fuderheuberg (auch Fuderheustein – 1321 m) und zum Vorderstaufen (1350 m). Nach einer Einsattelung bei den Steinernen Jägern (1302 m) wird die Waldzone verlassen und es erfolgt dann der eigentliche Anstieg durch Fels und Schrofen zum Hauptgipfel. Der Westgrat zieht sodann vom Gipfel zum 1610 Meter hohen Mittelstaufen, der seinerseits über den Hendelbergskopf (1613 m), mittels der Einsattelung an der Roßkarscharte (1444 m) und weiter über den Zennokopf (1756 m) mit dem Zwiesel in Verbindung steht. Über den gesamten Grat verläuft ausgehend von den Steinernen Jägern bis hin zum Zennokopf der Mittelstaufensteig, das letzte Teilstück zum Zwiesel wird als Zwieselsteig bezeichnet.
Über den Grat verlief von ca. 1350 bis 1810 die Landesgrenze zwischen Bayern und Salzburg. Heute bildet er die Grenze zwischen den Gemeinden Piding und Bad Reichenhall (Ostgrat) bzw. Inzell und Bad Reichenhall (Westgrat).
Die Pidinger Nordseite des Berges wird vom Leitengraben in östlicher Richtung drainiert, welcher über die von Anger kommende Stoißer Ache in Richtung Saalach fließt. Der Leitengraben entspringt im hufeisenförmigen Talboden von Sankt Rupertus und der Kochalm (996 m). Dieser Talschluss wird von dem vom Hauptgipfel herunterziehenden Nordwestgrat gebildet, welcher hier noch 1211 Meter erreicht. Am Fuße der Südflanke liegt der Listsee (627 m), der nach Bad Reichenhall im Osten und weiter zur Saalach entwässert.

## Geologie

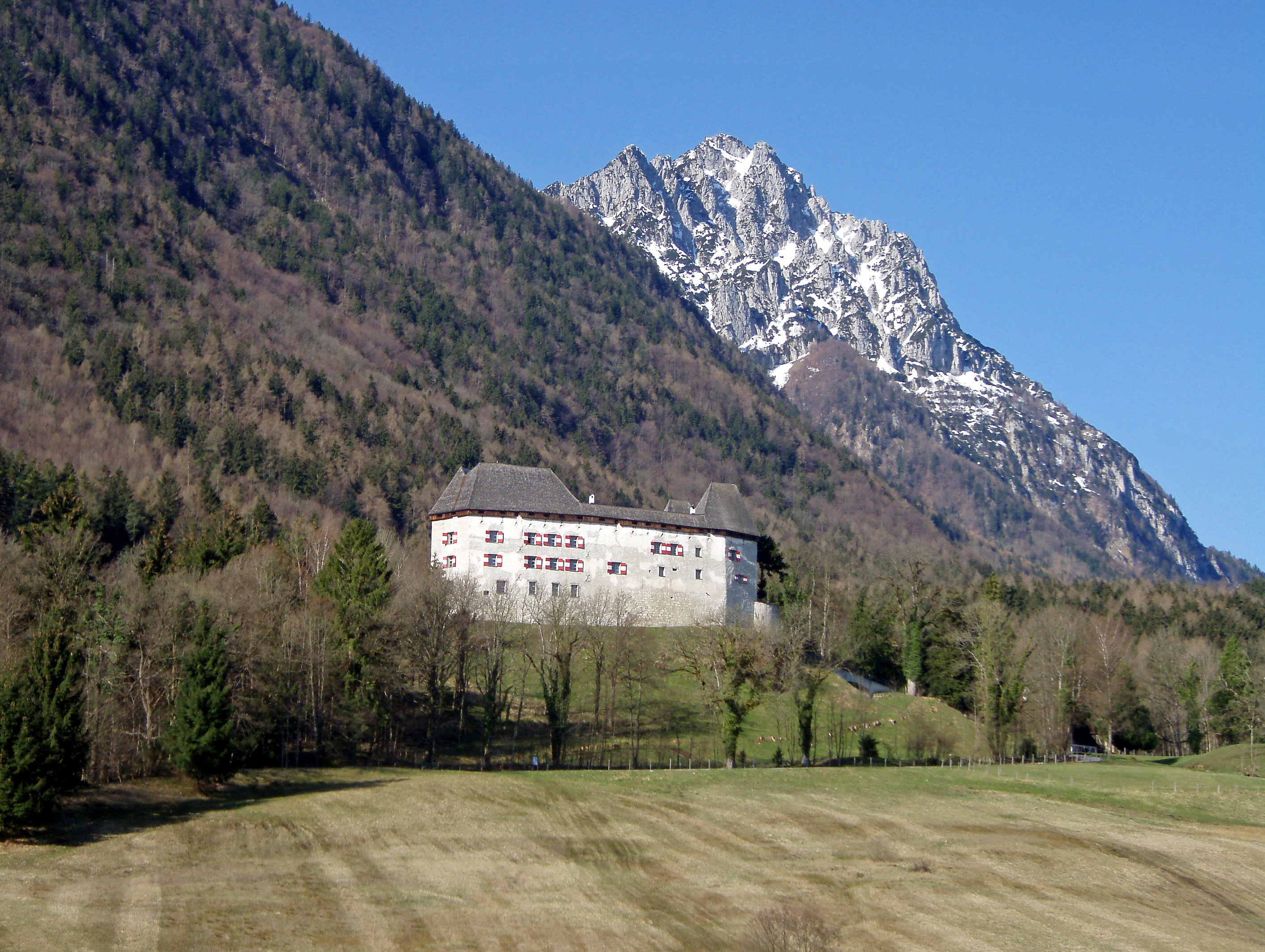
Blick über Schloss Staufeneck zum Hochstaufen. Gut zu erkennen die steil aufragende Deckenstirn und die mit zirka 40° nach Süden einfallende grobe Bankung des Wettersteinkalks.

Der Hochstaufen gehört geologisch zu der nach ihm teilweise benannten Staufen-Höllengebirgs-Decke des Tirolikums. Der Gipfel befindet sich in unmittelbarer Nähe der Deckenstirn, die hier die geomorphologisch weicheren Hügel der Flyschzone überfährt (Adlgasser Schuppenzone und Südliche Aufbruchzone im Flysch). Die Überschiebungsbahn liegt unmittelbar südlich des Frillensees und verläuft dann südlich der Mairalm am Fuß des Hochstaufens in Richtung Osten (N 100) zur Saalach. Eingeklemmt an der Überschiebungsbahn ist ein dünnes Band aus steil stehenden, tektonisch inkompetenten Reichenhaller Schichten des Anisiums. Die Hochstaufen-Überfahrung schneidet somit das Bajuvarikum vollständig ab, welches westlich des Frillensees auskeilt und erst wieder am Staufeneck (520 m) als kleiner Zwickel erscheint. Neben Reichenhaller Schichten wird die Bewegungsbahn auch stellenweise durch kleine Vorkommen von Haselgebirge und Werfener Schichten begleitet, beispielsweise an der Mairalm.
Der Bergfuß besteht aus flach nach Süden einfallenden Partnach-Schichten des Ladiniums, die eine Gesamtmächtigkeit von 200 Meter erreichen können. Darunter kommt gut 400 Meter mächtiger Alpiner Muschelkalk zu liegen, der sich aus Wurstlkalken, Steinalmkalk und Reifling-Formation zusammensetzt. Der komplette Übergang – von Partnachmergeln an der Basis zu Partnachkalk und zur Rifffazies des Wettersteinkalks im Hangenden – ist an der Nordflanke des Hochstaufens (am Pidinger Klettersteig) hervorragend aufgeschlossen.
Der eigentliche Gipfelaufbau des Hochstaufens besteht aus Wettersteinkalk, der relativ steil (mit rund 40 bis 50°) in südliche Richtung einfällt und den aufgebogenen Nordrand einer weit angelegten Muldenstruktur darstellt. Laut Weede (2002) zeigt die Stirn eine aufgeschleppte sekundäre Antiklinalstruktur an ihrer Basis. Die Muldenachse verläuft nördlich des Thumsees am Siebenpalfen und streicht Nordost. Jüngere Störungen haben dieses recht einfache Bauschema in kleinere, teils seitenverschiebende Schollenbereiche zerhackt. Die Staufen-Höllengebirgs-Decke wird dann weiter südlich vom ebenfalls Nordost-streichenden Saalach-Westbruch mit der Kugelbachzone (in Hallstätter Fazies) vollkommen abgeschnitten, welche ihrerseits sodann von der hochjuvavischen Reiter-Alm-Decke der Berchtesgadener Schubmasse überfahren wird.

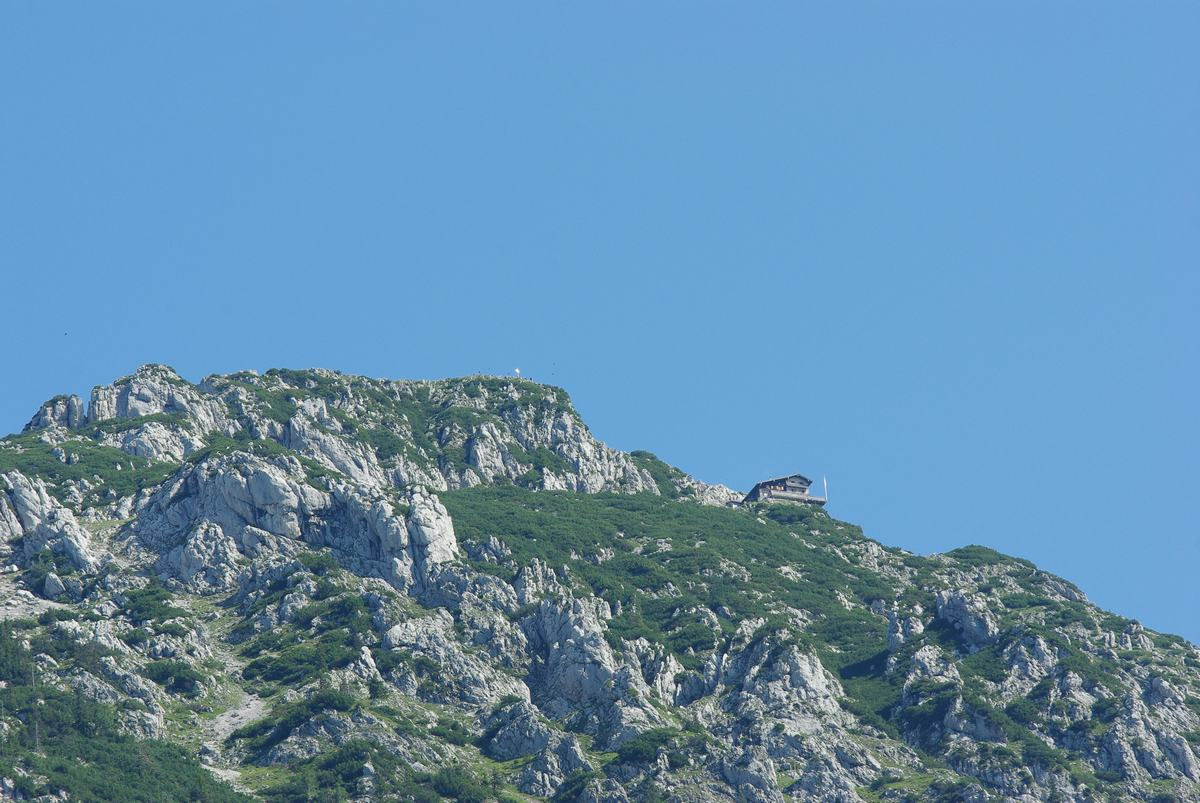
Der Gipfelaufbau des Hochstaufens aus Wettersteinkalk mit Reichenhaller Haus

Der triassische Wettersteinkalk – die beherrschende Formation am Hochstaufen – stammt aus dem Ladinium und Karnium und weist eine hellgraue bis weiße Farbe auf. Es handelt sich um einen 99-prozentigen, reinen Kalk, der zu intensiver Verkarstung neigt. Seine Gesamtmächtigkeit darf wie am benachbarten Rauschberg mit rund 700 Meter angenommen werden. Die auflagernden tonig-mergeligen Raibler Schichten des Karniums bilden normalerweise den Übergang zwischen der weitgehend vegetationsfreien Gipfelzone des Wettersteinkalkes und den Waldhängen der Staufensüdseite. Aufgrund ihrer plastischen Eigenschaften sind sie im Gelände nur selten aufgeschlossen. Ihre Grundwasser stauende Ton-Mergel-Wechsellagerung führt zur Ausbildung der für die Weideflächen charakteristischen Nässungen und kleinen Quellen. Ihre Gesamtmächtigkeit wird auf 200 Meter eingeschätzt. Unter tektonischen Beanspruchungen reagieren die Raibler Schichten duktil und stellen daher für den auflagernden Hauptdolomit einen bedeutenden Abscherhorizont dar, wie dies beispielsweise südlich unterhalb der Bartlmahd der Fall ist. Der über 2000 Meter mächtig werdende Hauptdolomit des Noriums (von denen aber hier nur maximal 400 Meter aufgeschlossen sind) bildet zwischen Bartlmahd und dem Listsee den Südabhang des Hochstaufens. Der sehr spröd reagierende Hauptdolomit ist ein 95 Prozent reiner Dolomit und daher nicht verkarstet.

### Gosau-Gruppe
Am Südfuß des Staufen überlagern an einigen Stellen die oberkretazischen Gosau-Schichten die liegenden triassischen Einheiten. Es handelt sich hier um Konglomerate mit einem dunkelroten Bindemittel. Bei den Komponenten überwiegt kalkalpines Material.

### Quartär
Südöstlich des Hochstaufens liegen quartäre Sedimente des Reichenhaller Beckens, die hier die kalkalpinen tirolischen Sedimente verdecken. Während der Würm-Kaltzeit wurde der Hochstaufen vom Ferneis des Saalach-Gletschers umflossen. Der Eisstand reichte auf der Südseite bis auf 1000 Meter, auf der Nordseite bis auf gut 900 Meter hinauf. Überdies hatten sich am Staufenmassiv zwei kleine Lokalgletscher gebildet, die vom Zennokopf (1756 m) nach Süden und nach Norden abflossen. Der Gletscher auf der Südseite entwickelte sogar eine kleine Endmoräne. Der Eisstand der vorangegangenen Riß-Kaltzeit hatte sogar noch gut 100 Meter höher gelegen.
Die junge Heraushebung des Hochstaufens wurde stark durch diese glazialen Ereignisse überprägt. Die Schürfbewegung der Gletscher führte zu einer Versteilung der Hänge, insbesondere auch zu einem Abhobeln des Gebirgsfußes. So konnte es schon vor dem Würmhöchststadium (Maximum der Fernvergletscherung) zum Abrutschen einer großdimensionierten Bergsturzmasse, die heute den Komplex der Padinger Alm aufbaut, kommen. Die Konturen des abgescherten Gesteinskörpers sind heute noch in der Südflanke des Hochstaufens, in der Goldtropfwand, andeutungsweise zu erkennen.
Der Gipfelaufbau des Hochstaufens wird von zahlreichen, Ost-West-streichenden Spalten durchzogen, die tief hinabreichen und bis zu 10 Meter offen stehen können. Sie deuten auf noch nicht abgebaute Zugspannungen im Berg, die sich womöglich in den weiter unten angesprochenen Erdbebenschwärmen manifestieren. Ihre Position ist wahrscheinlich an die zahlreichen internen, steil nach Süden einfallenden Schuppenspäne mit Alpinem Muschelkalk gebunden, welche die Deckenstirn durchsetzen. Derartige Schubspäne sind beispielsweise an der Bartlmahd und an der Buchmahd zu beobachten. Sie enthalten eine tektonisch stark reduzierte Folge von Reichenhaller Schichten bis Reiflingerkalken längs steil (50 bis 60°) südfallender Schuppungsbahnen mit sowohl vertikalen als auch horizontalen Harnischstriemungen und mächtigen Reibungsbrekzien.

### Erdbeben
Am Hochstaufen treten Schwarmbeben auf. Zu ihrer Erforschung sind rund um den Berg Seismometerstationen verteilt. Diese (schwachen) Erdbeben mit einer Herdtiefe von ein bis vier Kilometern korrelieren mit den Regenfällen am Hochstaufen.

### Bergbau
Bis in die Mitte des 18. Jahrhunderts wurde am Hochstaufen Bergbau betrieben, der bekannteste Stollen war der Doktor-Oswald-Stollen, der sich nur 60 Meter unter dem Gipfel befand. Abgebaut wurden Blei und Zink.

## Routen

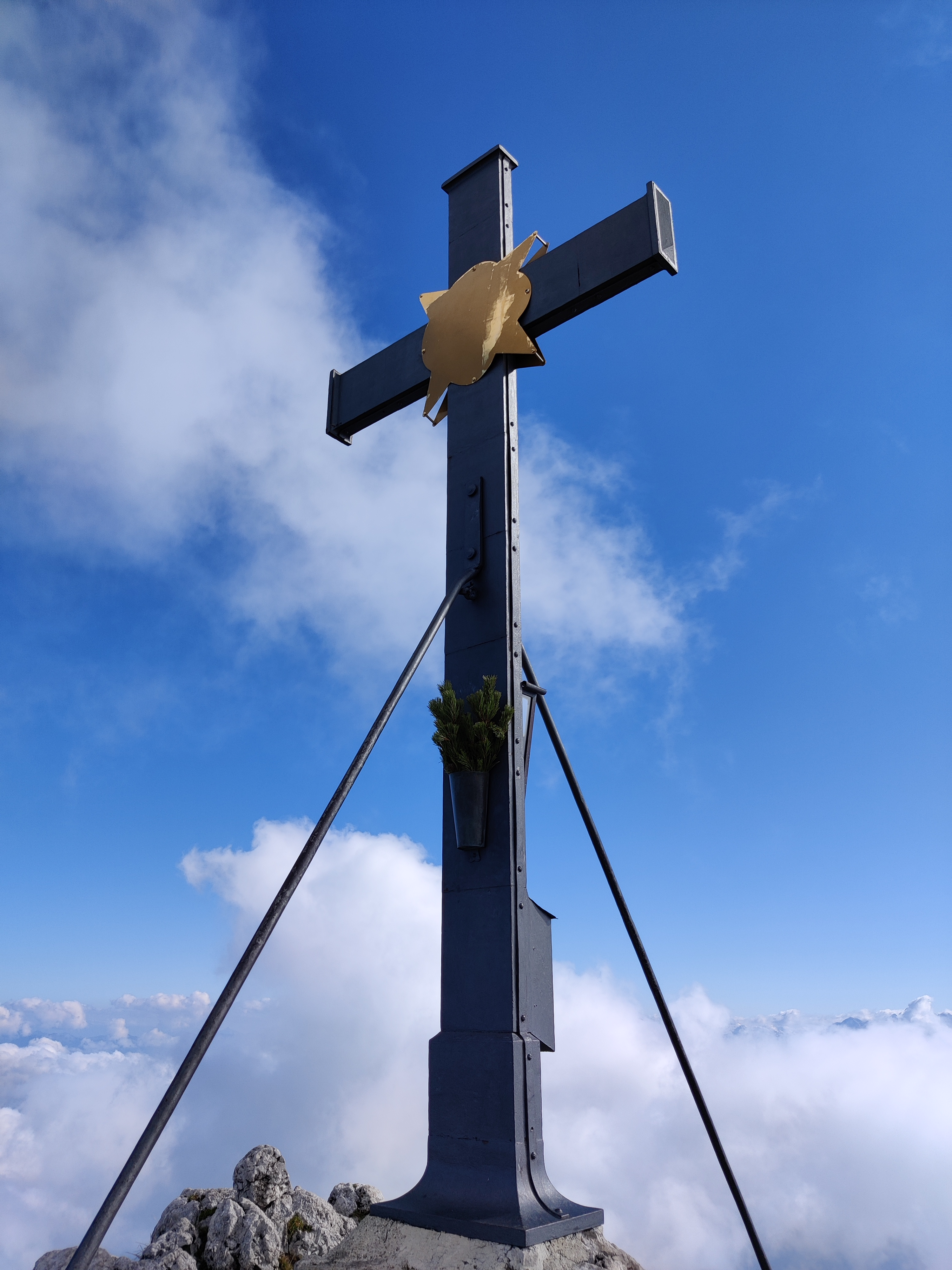
Gipfelkreuz

Bei der Besteigung des Staufens sind über tausend Höhenmeter zu überwinden. Obwohl es Routen zum Gipfel gibt, die technisch nicht anspruchsvoll sind, sind für alle Wege zum Gipfel eine gute bis sehr gute körperliche Kondition sowie ein entsprechendes Maß an Erfahrung in alpinem Gelände Grundvoraussetzung.
- Bad Reichenhall (Padinger Alm) – Bartlmahd – Reichenhaller Haus – Hochstaufen (Normalweg, leicht)
- Bad Reichenhall (Padinger Alm) – Buchmahd – „Steinerne Jäger“ – Reichenhaller Haus – Hochstaufen (anspruchsvoll)
- Bad Reichenhall (Padinger Alm) – Goldtropfsteig (anspruchsvoll, nicht ausgeschildert)
- Piding (Urwies oder Mauthausen) – Mairalm – „Steinerne Jäger“ – Reichenhaller Haus – Hochstaufen (anspruchsvoll)
- Piding (Urwies oder Mauthausen) – Mairalm – Pidinger Klettersteig – Hochstaufen (sehr schwierig, nur mit entsprechender Ausrüstung und Erfahrung)
- Piding oder Aufham bei Anger – Steiner Alm – Nordflanke – Hochstaufen (mittel)
- Inzell bzw. Gasthaus Adlgaß – Frillensee – Steiner Alm – Nordflanke – Hochstaufen (mittel)
- Übergang von Zwiesel – Zennokopf – Mittelstaufen – Reichenhaller Haus – Hochstaufen (anspruchsvoll)
- Übergang von Zwieselalm – Barthlmahd – Reichenhaller Haus – Hochstaufen (leicht)
- Übergang von Fuderheuberg – „Steinerne Jäger“ – Reichenhaller Haus – Hochstaufen (anspruchsvoll)

Der Pidinger Klettersteig wurde 2003 neu eröffnet und ist einer der schwierigsten Klettersteige Deutschlands.

## Sagen und Legenden
Von der Entstehung der Steinernen Jäger, über die ein beliebter, aber anspruchsvoller Weg zum Gipfel führt, erzählt eine Sage, dass es sich um zwei Jäger handelt, die dort zu Stein verwandelt wurden. Anstatt zur Andacht zu gehen, verhöhnen sie die Gläubigen, als sie die Glocke aus dem Tal hören. Doch als die beiden versuchen, einen Gamsbock zu schießen, verwandelt sich dieser in den leibhaften Teufel. Die Jäger versuchen zu fliehen, doch als Nebel aufzieht, hört man nur noch einen erstickten Schrei. Als sich der Nebel verzogen hat, sieht man die beiden Jäger, die zu Stein erstarrt nun auf ewig an den Platz ihrer Frevelei gebunden sind.

## Sonstiges

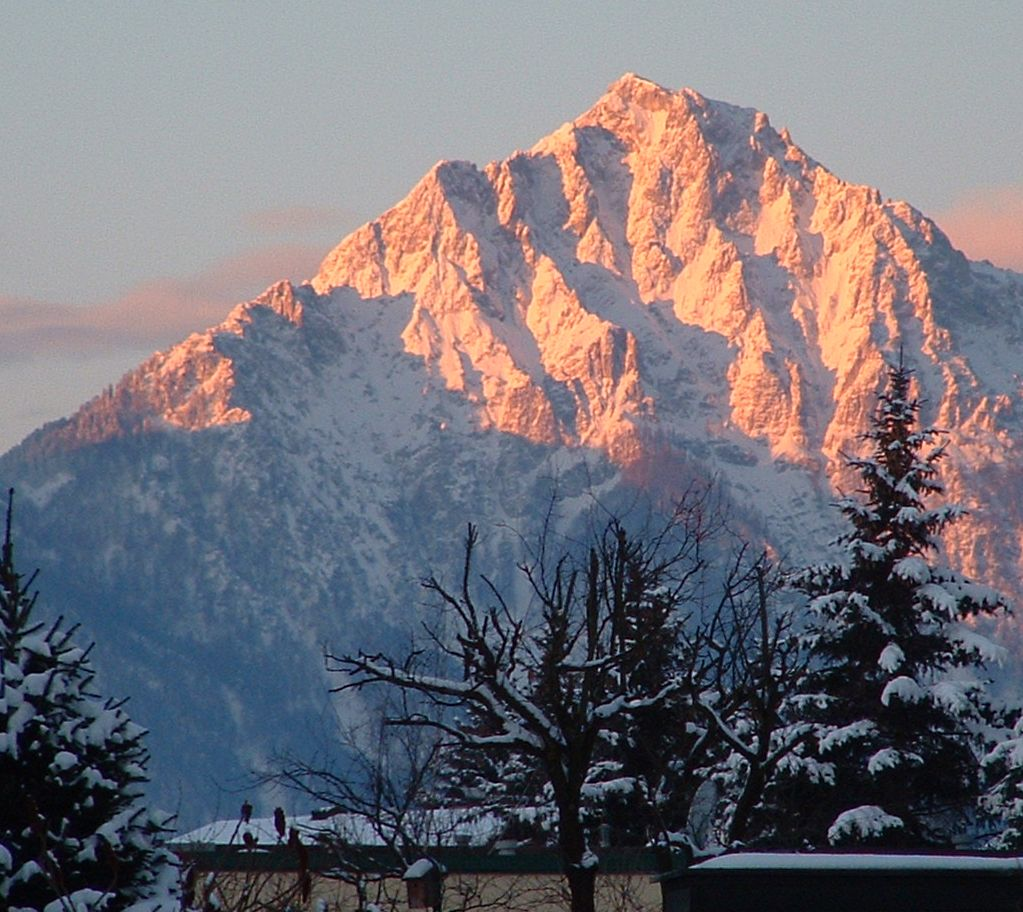
Der Hochstaufen im Winter, gesehen aus Salzburg

Der Verein der Staufenfreunde kümmert sich um den Erhalt und die Pflege der Staufenkapelle nahe dem Reichenhaller Haus. Dort wird auch einmal im Jahr die Staufenmesse abgehalten, die von vielen Wanderern und Gläubigen gern besucht wird. Am Vorabend der Messe, einem Samstag um die Sommersonnenwende, werden die Kapelle und der Gipfelgrat mit unzähligen Feuern beleuchtet. Das Material dafür wird von den Vereinsmitgliedern zum großen Teil zu Fuß lange vor der Messe zum Gipfel gebracht.
Am 3. August 1921 brach am Hochstaufen ein Waldbrand aus, der zwei Wochen lang anhielt. Betroffen waren die Bereiche unter- und oberhalb der Bartelmahd.
Nationale Bekanntheit erlangte der Berg, als im September 1993 das Wirtsehepaar des Reichenhaller Hauses bei einem Raubüberfall ermordet wurde.
Das Reichenhaller Haus wurde bis zum Einsatz der Hubschrauber von der Tragtierkompanie aus der Kaserne Bad Reichenhall versorgt.